# Селимај
Селимај (раније Гегехисен, алб. Selimaj) је насељено место у општини Тропоја у округу Кукеш, Албанија. Према попису из 1989. године било је 537 становника.
Селимај су једно од насеља племена Краснићи.